# Bírák könyve
A Bírák könyve (héber: ספר שופטים, Sefer Shoftim) a héber Biblia (Ószövetség) egyik történeti könyve. A könyv főszereplőiről a bírákról szól, attól a kortól, amikor Józsué meghal, és bírák vezetik a népet döntéseikben.
A könyv zömének összeállítási idejét a mai bibliatudósok a Kr.e. 8. századra datálják, de a legtöbb kortárs történész nem tartja a könyvet történelmileg megbízhatónak. 

## Kronológia
A könyv Józsué halála - mely a Biblia szerint 110 éves korában következett be -,  és Sámuel próféta fellépése közötti időszakot ölel fel. Ez a bírák kora mintegy 390 évet foglal magába a könyv szerint, de sok mai kutató szerint, – már akik elfogadják a könyv történelmi megbízhatóságát, – 200 évnél nem lehetett több. Nézetük szerint nagyjából a Kr. e. 1220-1050-ig tartott. Néhány bíró feltételezett kronológiája:
- Otniel 1200
- Ehud 1170
- Samgar 1150
- Debora és Bárák 1125
- Gedeon 1070
- Jiftach 1070

## A bírák
Az Úr a bírákkal volt, és kiszabadította a népet az ellenség kezéből. mihelyt a bíró meghalt, még nagyobb gonoszságokat vétettek.(Bir 2.18-19) 
- A bírák egyik típusa nemzeti hősök, szabadítók voltak. Ilyenek voltak, Ehud, Debora, Gedeon, Jiftach (Jefte), Otniel.
- A másik típus szerepe nem külső ellenséghez kötődik, hanem bíráskodtak, tehát oltalmaztak, igazságot szolgáltattak, Izrael békéjét szolgálták. Ez a típus a bíró: Tola, Jair, Ibszán, Elon, Abdon, Samgar.
- A könyv legismertebb része Sámson története. A Sámson-jelenség feltehetően a tizenkettes szám kiegészítése miatt került bele, mert egyik típushoz sem tartozik. Így Izrael 12 törzsének, 12 egymást követő bírája volt.

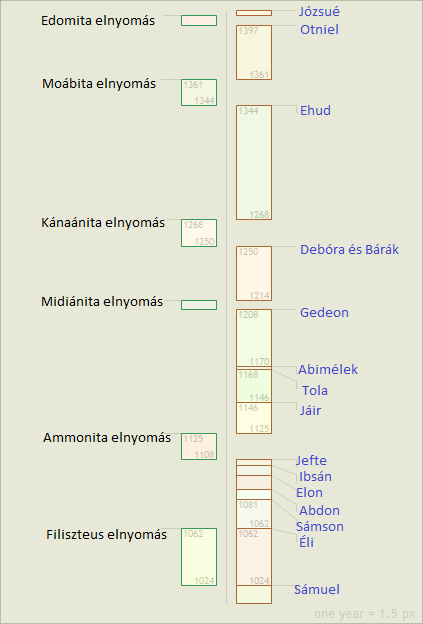
A bírák korának kronológiája

### A fő bírák
- Otniel (Bír. 3:9–11)
- Ehud (3:11–29)
- Debóra és társa, Bárák (4–5. rész)
- Gedeon (6–8. rész) a midiániták, amálekiták és más pusztai népek elnyomása idején
- Abimélek (9. rész) (hagyományosan szinte királynak számít, nem bírónak, és gonosznak minősül)
- Jefte (11–12:7) az ammonita elnyomás idején
- Sámson (13–16. rész) a filiszteus elnyomás idején

### Egyéb, kisebb bírák
Samgar (3:31), Tola és Jáir (10:1–5), Ibsán, Elon, és Abdon (12:8–15)

## Külső hivatkozások
- Bírák könyve – teljes szöveg, többféle fordításban (Biblia fordítások - Károli Biblia), immanuel.hu/biblia/biblia.php